# Michael Shermer

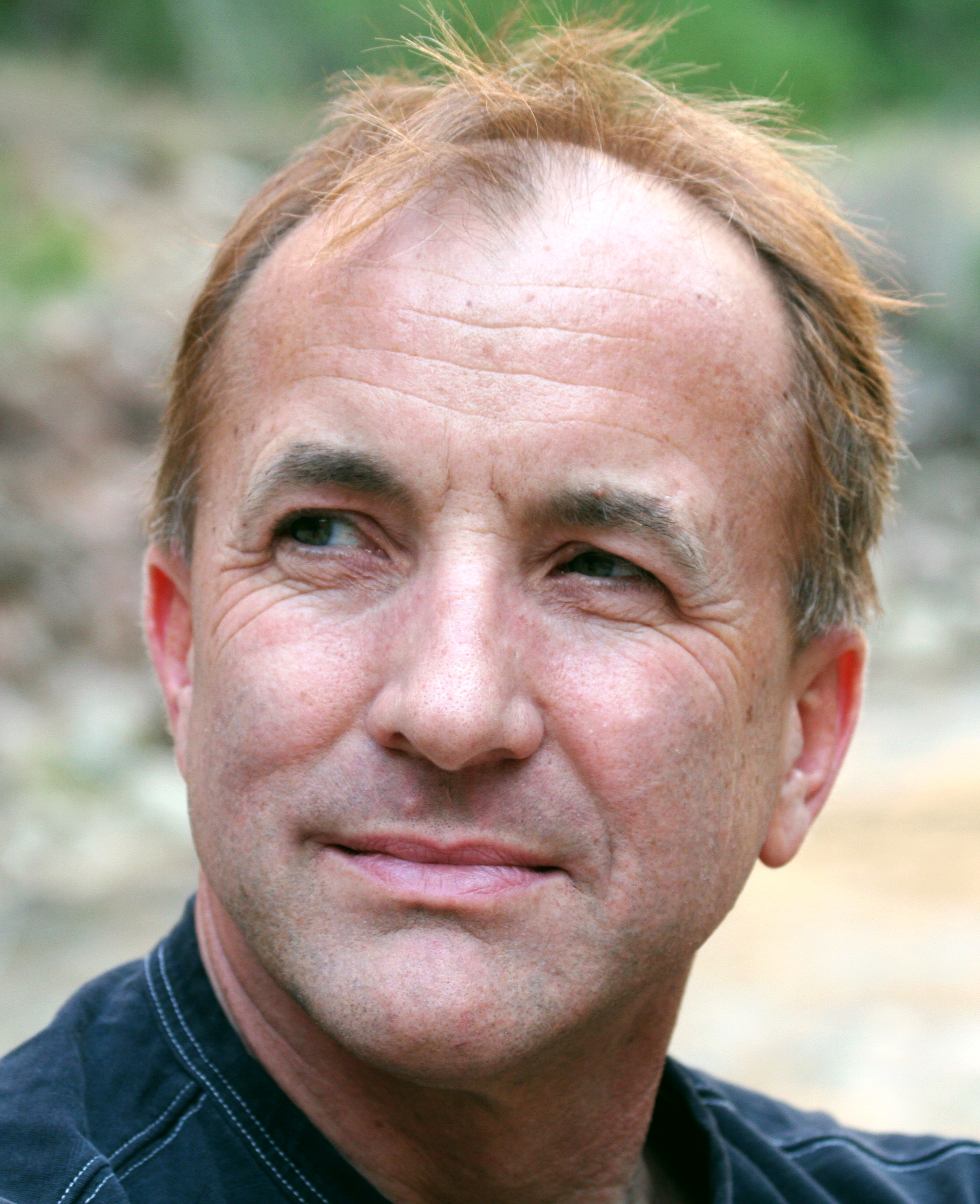
Michael Shermer (2007)

Michael Shermer (* 8. September 1954 in Glendale, Kalifornien) ist ein US-amerikanischer Wissenschaftsjournalist, Wissenschaftshistoriker und Gründer der Skeptics Society.

## Leben und Wirken
Shermer erhielt 1991 einen Ph.D. in Wissenschaftsgeschichte der Claremont Graduate University mit der Dissertation Heretic-Scientist: Alfred Russel Wallace and the Evolution of Man: A Study on the Nature of Historical Change. Seinen B. A. erhielt er 1976 in Psychologie/Biologie an der Pepperdine University, den M. A. in Experimentalpsychologie erhielt er im Jahr 1978 an der California State University, Fullerton. Shermer war in der Zeit von 1980 bis 1991 am Glendale College zunächst als Dozent und dann als Assistant Professor für Psychologie tätig. Anschließend war er Adjunct Professor für Wissenschaftsgeschichte am Occidental College (1989–1999) und an der California State University, Los Angeles (1991–1993).
1991 gründete er das Skeptic Magazine, dessen Chefredakteur er ist. Ebenfalls ist er seit 1991 Geschäftsführer der Skeptics Society in Altadena bei Los Angeles und Gastgeber bei der Skeptics Distinguished Lecture Series im California Institute of Technology.
Shermer ist Autor verschiedener Bücher, darunter Der moralische Fortschritt. Wie die Wissenschaft uns zu besseren Menschen macht (2018), Why People Believe Weird Things (1997) und How We Believe. The Search for God in an Age of Science (2000). Seit 2001 veröffentlicht er die Kolumne Skeptic in der Zeitschrift Scientific American, die in Deutschland unter dem Titel Spektrum der Wissenschaft herausgegeben wird.
Er machte sich vor allem als Kritiker des Kreationismus und der Holocaust-Leugnerszene einen Namen. Außerdem war er Produzent und Co-Moderator der US-amerikanischen Fernsehserie Exploring the Unknown.
Shermer sieht sich als wissenschaftlichen Humanisten. Er hat sich auch als Skeptiker, Agnostiker, Nicht-Theist und Atheist bezeichnet. Er gibt an, einst ein evangelikaler Christ gewesen zu sein, sich jedoch während seines Theologiestudiums vom Christentum und dem Gottglauben gelöst zu haben.
Seit 2019 ist er Beiratsmitglied bei der deutschen Kleinpartei Partei der Humanisten. Er ist Mitorganisator und mehrfacher Teilnehmer des Radrennens Race Across America.
Seit 2014 ist Shermer mit der aus Köln stammenden Jennifer Graf verheiratet.

## Ehrungen (Auswahl)
- 2001: Fellow der Linnean Society of London
- 2001: Isaac Asimov Award, New York Area Skeptics
- 0000: Robert Ingersoll Award, Rationalists of East Tennessee
- 2000: Carl Sagan Award, American Humanist Association
- 2000: Best Books of 2000, How We Believe, Washington Post Book World Biography, Contemporary Authors, 1999, Published by the Gale Group
- 1998: Distinguished Speaker, Marian Miner Cook Athenaeum, Claremont McKenna College
- 1998: Honored Speaker, Urania, Berlin
- Top 100 Books of 1997, Why People Believe Weird Things, Los Angeles Times Book Review

## Bücher

### Englisch
- Sport Cycling. A Guide to Training, Racing, and Endurance. 1985, ISBN 0-8092-5244-9.
- Cycling: Endurance and Speed (Sportsperformance). 1987, ISBN 0-8092-4775-5.
- Teach Your Child Science. 1989, ISBN 0-929923-08-1.
- Teach Your Child Math and Mathemagics. 1999, ISBN 0-7373-0134-1.
- The Borderlands of Science: Where Sense Meets Nonsense. 2001, ISBN 0-19-514326-4.
- How We Believe: The Search for God in an Age of Science. 2001, ISBN 0-613-35413-3.
- Denying History. Who Says the Holocaust Never Happened and Why Do They Say It? 2002, ISBN 0-520-23469-3.
- In Darwin’s Shadow. The Life and Science of Alfred Russel Wallace. A Biographical Study on the Psychology of History. 2002, ISBN 0-19-514830-4.
- Why People Believe Weird Things. Pseudoscience, Superstition, and Other Confusions of Our Time. 2. Auflage. 2002, ISBN 0-8050-7089-3.
- The Skeptic Encyclopedia of Pseudoscience. (Editor) 2003, ISBN 1-57607-653-9.
- The Science of Good and Evil. Why People Cheat, Gossip, Share, Care, and Follow the Golden Rule. 2004, ISBN 0-8050-7520-8.
- Science Friction. Where the Known Meets the Unknown. 2005, ISBN 0-8050-7708-1.
- Why Darwin Matters. The Case Against Intelligent Design. 2006, ISBN 0-8050-8121-6.
- The Believing Brain: From Ghosts and Gods to Politics and Conspiracies. 2011, ISBN 978-0-8050-9125-0.
- Heavens on Earth: The Scientific Search for the Afterlife, Immortality and Utopia. 2018, ISBN 978-1-62779-857-0.
- Giving the Devil his Due: Reflections of a Scientific Humanist. 2020, ISBN 978-1-108-48978-2.
- Conspiracy – Why the Rational Believe the Irrational. 2022, ISBN 978-1-4214-4445-1.

### Deutsch
- als Hrsg. mit Arthur Benjamin: Mathemagie. Verblüffende Tricks für blitzschnelles Kopfrechnen und ein phänomenales Zahlengedächtnis. Heyne, München 2007, ISBN 978-3-453-61502-1.
- als Hrsg. mit Lee Traynor: Heilungsversprechen (= Skeptisches Jahrbuch. 3). 2., durchgesehene Auflage. Alibri, Aschaffenburg 2004, ISBN 3-932710-86-X.
- als Hrsg. mit Benno Maidhof-Christig, Lee Traynor: Endzeittaumel. Propheten, Prognosen, Propaganda (= Skeptisches Jahrbuch. 2). Alibri, Aschaffenburg 1998, ISBN 3-932710-11-8.
- als Hrsg. mit Benno Maidhof-Christig, Lee Traynor: Argumente und Kritik. Rassismus, die Leugnung des Holocaust, Aids ohne HIV, und andere fragwürdige Behauptungen (= Skeptisches Jahrbuch. 1, 1997). Alibri u. a., Aschaffenburg u. a. 1996, ISBN 3-9804386-3-5.
- Der moralische Fortschritt: Wie die Wissenschaft uns zu besseren Menschen macht. Alibri, Aschaffenburg 2018, ISBN 978-3-86569-285-6.